# Sigale
Sigale (in italiano Cigala o anche Cigalla e talora Sigalla o Sigalle, tutte attestate storicamente, anche se ormai desuete) è un comune francese di 199 abitanti situato nel dipartimento delle Alpi Marittime della regione della Provenza-Alpi-Costa Azzurra.
I suoi abitanti sono chiamati Sigalois in francese e, modernamente, Sigalesi in italiano, ed in passato, sotto il ducato di Savoia e nel regno di Sardegna, Cigallesi o Cigalesi.

## Geografia fisica
Il territorio del comune di Sigale appartiene geograficamente nella sua interezza alla riva sinistra dei fiumi Varo ed Esterone.

## Storia
Comune d'origine greco-romana, forse razziato dai Saraceni tra l'VIII secolo ed il X secolo, poi infeudato ai conti di Provenza. Nel 1144, il villaggio è citato con il nome di "Cigala".

### Medioevo
Nel 1331 Roberto d'Angiò, re di Napoli e conte di Provenza, non avendo un erede maschio, vuol far riconoscere come eredi legittimi le sue nipoti, Giovanna e Maria.
Il siniscalco di Provenza, Filippo di Sanguinet, domanda dunque a tutti i prelati, ai nobili e alle comunità di venire a prestare giuramento di fedeltà, cosa che fa ad Avignone, il 15 aprile, il sindaco di Cigala Antonio Sigalone
Alla morte di re Roberto nel 1343, è Giovanna d'Angiò che sale al trono. La morte del suo primo marito, Andrea d'Ungheria, nel 1345, ed il suo nuovo matrimonio con Luigi di Taranto, nel 1348, comporteranno una serie di conflitti che esigeranno mezzi finanziari sempre più importanti.
Il 10 ottobre 1352, Giovanna e Luigi, regina e re di Gerusalemme, di Sicilia, conti di Provenza e principi di Piemonte, dichiarano che la città di Grasse, i castra e le località dipendenti dalla sua vicaria faranno per sempre parte dei loro possedimenti, non saranno mai alienati e confermano i loro privilegi. Giacomo Micheli, procuratore di Cigala, ne ottiene copia il 20 ottobre 1353.
Nell'estate 1357 la Provenza è messa a mal partito dalle bande di saccheggiatori di Arnaldo di Cervole, detto l'arciprete.
Esse sono seguite da quelle del conte d'Armagnac venute a combatterle, ma che non si comportano meglio.
Se la regione dell'Esterone non sembra esser stata toccata da tali bande, essa ha dovuto tuttavia pagare le spese sostenute per combatterle.
Il 5 aprile 1357 il notaio di Cigala, Rainaldo Chabaud, si presenta davanti al vice-giudice della corte di Grasse per protestare contro i canoni supplementari, nuove imposizioni che vengono esatte alla popolazione della vallata dell'Esterone.
 Nel 1361 e nel 1364 gli abitanti di Cigala e di Roccasterone si lamentano delle pretese esose, lagnandosi degli abusi degli agenti del fisco, gli esattori del tempo.
Al momento della crisi dinastica aperta dalla morte della regina Giovanna I di Napoli, della Casa d'Angiò, la comunità di Roccamartina (Roquemartine) aderisce all'Unione d'Aix (1382-1387), che sostiene re Carlo III di Napoli, del ramo d'Angiò di Durazzo, contro Luigi I d'Angiò, re di Napoli.
 Essa fa anche parte dei più fedeli sostenitori del casato di Angiò-Durazzo e mantiene il suo sostegno anche dopo la resa o capitolazione di Aix.
Cigala si adegua al resto della Provenza orientale che, seguendo Nizza ed il suo Contado, si dona il 19 ottobre 1388 al conte di Savoia, Amedeo VII, detto il "Conte Rosso", accettando l'atto giuridico ed amministrativo di dedizione di Nizza alla Savoia, il quale conferma i suoi privilegi, le sue franchigie ed i suoi diritti.
 Nel 1399 il dissidio tra i Grimaldi di Boglio ed il conte di Savoia condurrà i primi ad impadronirsi del castello di Cigala e di Roccasterone. Nel 1400 il conflitto] si placa ed i castelli sono resi al conte di Savoia, Amedeo VIII.

### Tempi moderni[3]

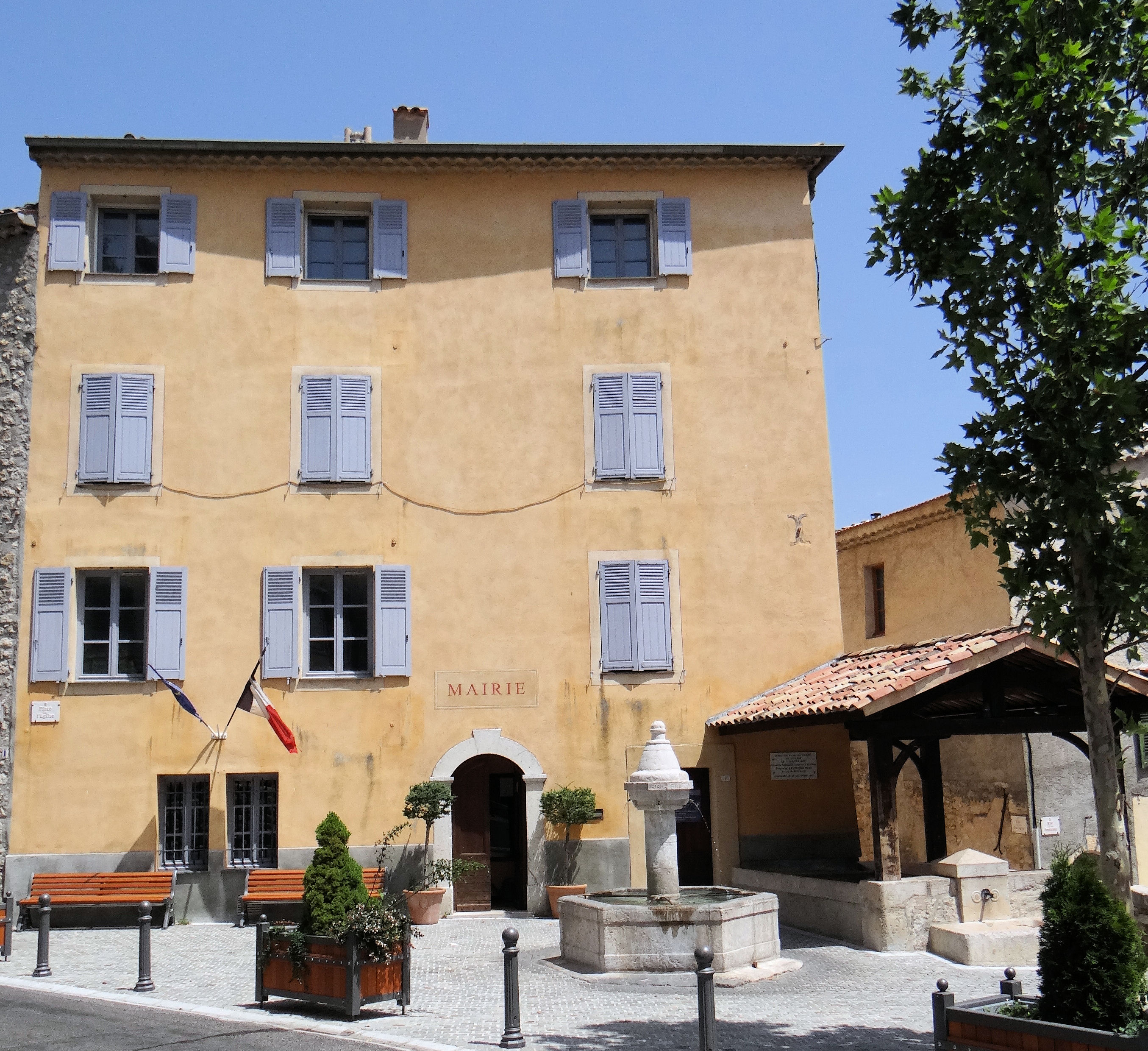
Il municipio, la fontana ed il lavatoio

Amministrata fino al 1775 da tre consoli eletti, un consiglio ordinario di dodici membri, un "bailo", cioè un "balivo", giudice di "bassa e media giustizia", liberamente eletto dal Consiglio comunale, a partire dal 1471 assistito da un luogotenente-balio, e da diversi altri ufficiali municipali (tesoriere, riguardatori, pacieri, ecc.).
 Dalle prime magistrature (consoli e balii) emerge poco a poco un "notabilato" di cui, attraverso le deliberazioni comunali ed atti di giustizia, si può seguire l'evoluzione fra l'inizio del XVI secolo e la prima metà del XVIII secolo.
A partire dalla riforma sardo-piemontese del 1775, la carica di console (sindaco), della durata da sei mesi ad un anno, non sarà più devoluta che ad una sola persona, scelta per ordine d'anzianità nel Consiglio; il primo magistrato sarà assistito da due consiglieri, da un segretario e da un luogotenente-giudice.
Per rimpinguare le casse dello Stato savoiardo e rinnovare la nobiltà nizzarda, Vittorio Amedeo II di Savoia, primo re di Sardegna, rivaluta le imposte municipali dei comuni della contea di Nizza, immutate dopo la sua dedizione a Casa Savoia ed incamera all'Erario ducale prima e reale poi dal 1720, per infeudamento diretto, quei comuni che sono incapaci di riscattare i loro diritti.
Cigala è così infeudata come signoria, nel 1651, al senatore Giambattista Biancardi, d'una famiglia originaria di Sospello, poi eretta a contea in favore del capitano Annibale Lea nel 1664.
Nel 1722, è il cavaliere Ottavio Maria Biancardi che diventa conte di Cigala.
Dopo essere ritornato nel patrimonio reale sabaudo, il feudo è infine venduto nel 1760 a Giuseppe Vittorio Martini Ballayra di Cocconato, censore dell'Università di Torino, la cui famiglia lascerà alcune tracce, specificamente architettoniche, a Torino, sotto il nome di "Martini di Cigala", che essa porta ancor oggi.
Ma tali infeudazioni, puramente nominali, non cambieranno nulla alle libertà, ai beni (molini e possedimenti) ed alle imposte del comune, che non versa alcun canone feudale, tranne quelle dovute al vicario del villaggio ed al vescovo di Glandèves.
Del pari il castello resterà possesso del potere centrale ed il bailo, malgrado un tentativo conosciuto d'intervento del signore, continuerà a rendere la giustizia a nome del sovrano.
Posto avanzato degli Stati di Savoia e Piemonte e poi di Sardegna di fronte alla Francia, Cigala fu, tra il XVI secolo e la fine estrema del XVIII secolo, una piccola piazzaforte comandata da un capitano-governatore.
Per il fatto della sua posizione, essa fu parecchie volte invasa dai francesi.
Oltre alle due occupazioni ch'essa subì sotto Luigi XIV, la borgata fu segnatamente messa al sacco per un giorno e una notte nel 1793 dal 2º reggimento francese dei Volontari di Lozère, in occasione della conquista della contea di Nizza da parte delle truppe rivoluzionarie francesi.
La borgata, ben più estesa di quanto non lo si crederebbe al giorno d'oggi, era ugualmente il centro amministrativo e religioso della regione detta "Valle di Cigala" (Vallée de Sigale)".
Essa era in origine dotata di due castelli, Cigalone (Sigalon), a nord, e Cigala (Sigale) sull'attuale ubicazione della "Torre dell'Orologio", corrispondente ai due villaggi originali, di un'opera fortificata e di una cinta muraria, le cui vestigia permettono di rappresentarne adeguatamente l'estensione.
Il castello era affidato dal potere centrale ad un "Capitano".
Il comune si dotò fin dal 1583 — vale a dire appena vent'anni dopo Nizza — di un sistema d'adduzione o captazione dell'acqua coronato da una bella fontana gotica, eretta dai consoli Antonio Michaelis, Gabriele Orcello e Gabriele Tomello, fontana che è oggi la più antica della contea di Nizza dopo quella di Peglia.
Essa possedeva un "monte granatico" che dava un prestito in denaro ai contadini per l'acquisto a modico prezzo di granaglie, un "Ospedale di Carità" (Hôpital de charité) ed una confraternita di Penitenti bianchi.
Nel XVII secolo, si numeravano a Cigala diversi ecclesiastici, due o tre notai, un medico od un chirurgo, tutti e due formati dalla Facoltà di Nizza, e parecchi artigiani (fabbro, muratore, ecc.).
Nel 1701, il rapporto statistico dell'intendente di finanza Migliaredo contava a Cigala 197 capi di famiglia, ossia pressappoco mille abitanti.
Il comune di Cigala è stato quindi parte integrante della storica Contea di Nizza fino al 1860, ed ha seguito pertanto con essa, fin dal 1388, anno di dedizione di Nizza alla Savoia, le vicende storiche prima della Contea di Savoia e del Ducato di Savoia e poi del Regno di Sardegna, per essere poi annesso nel 1861 alla Francia, dopo il referendum dell'aprile del 1860, secondo le clausole del Trattato di Torino fra Vittorio Emanuele II, re di Sardegna e Napoleone III, imperatore dei Francesi, con cui la Contea di Nizza era ceduta alla Francia, per il suo aiuto nella Seconda guerra d'indipendenza.

### Simboli
Il blasone è stato ideato nel XX secolo da Charles-Alexandre Fighiera a partire dalle armi della famiglia Blancardi che però non ebbe mai alcuna sovranità sul borgo. Ne è risultato un emblema aggraziato ma privo di alcun legame con la storia locale.

## Monumenti e luoghi d'interesse

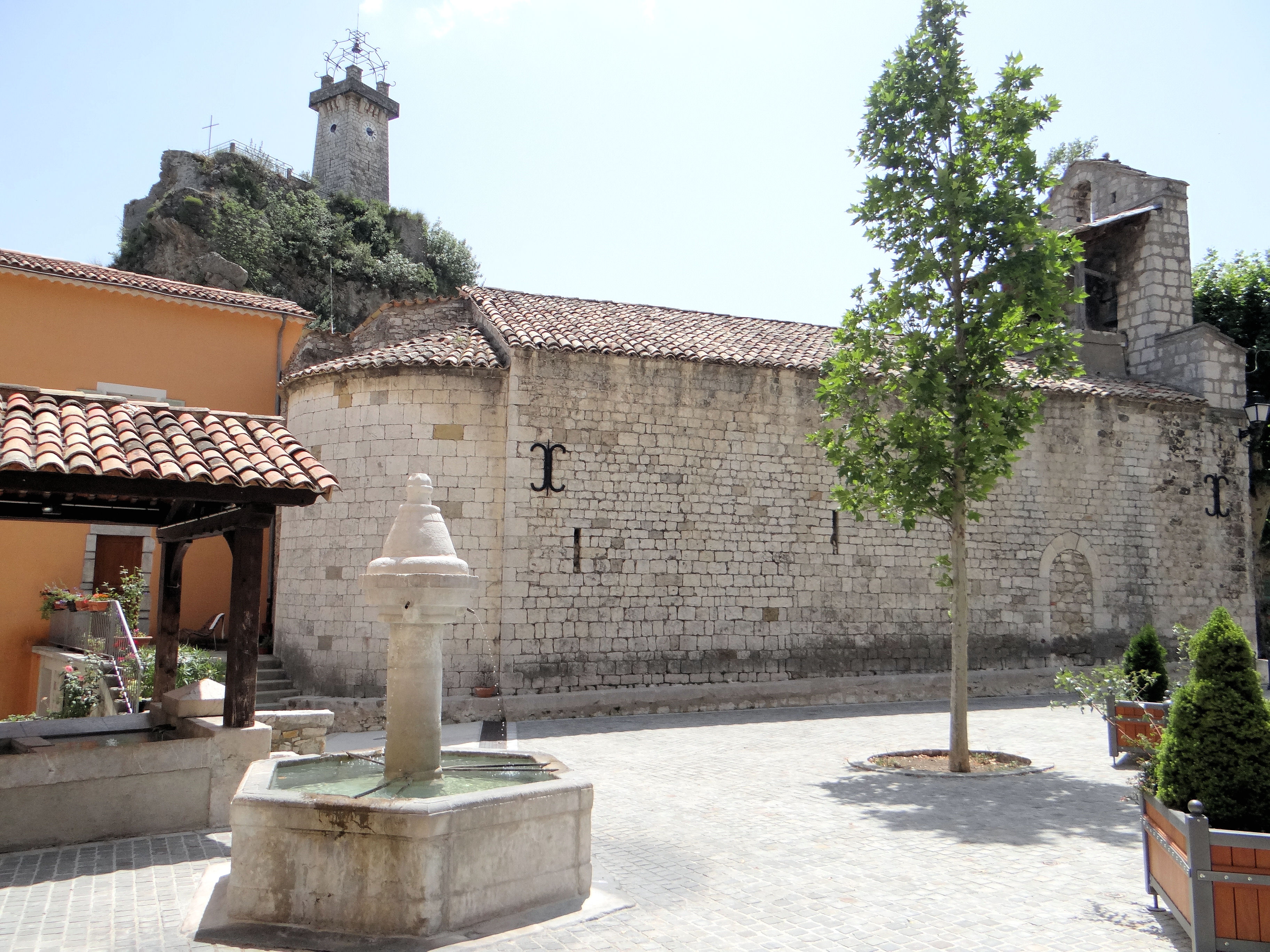
La chiesa di San Michele, la fontana al centro della piazzetta ed il lavatoio pubblico del piccolo paese di Sigale.

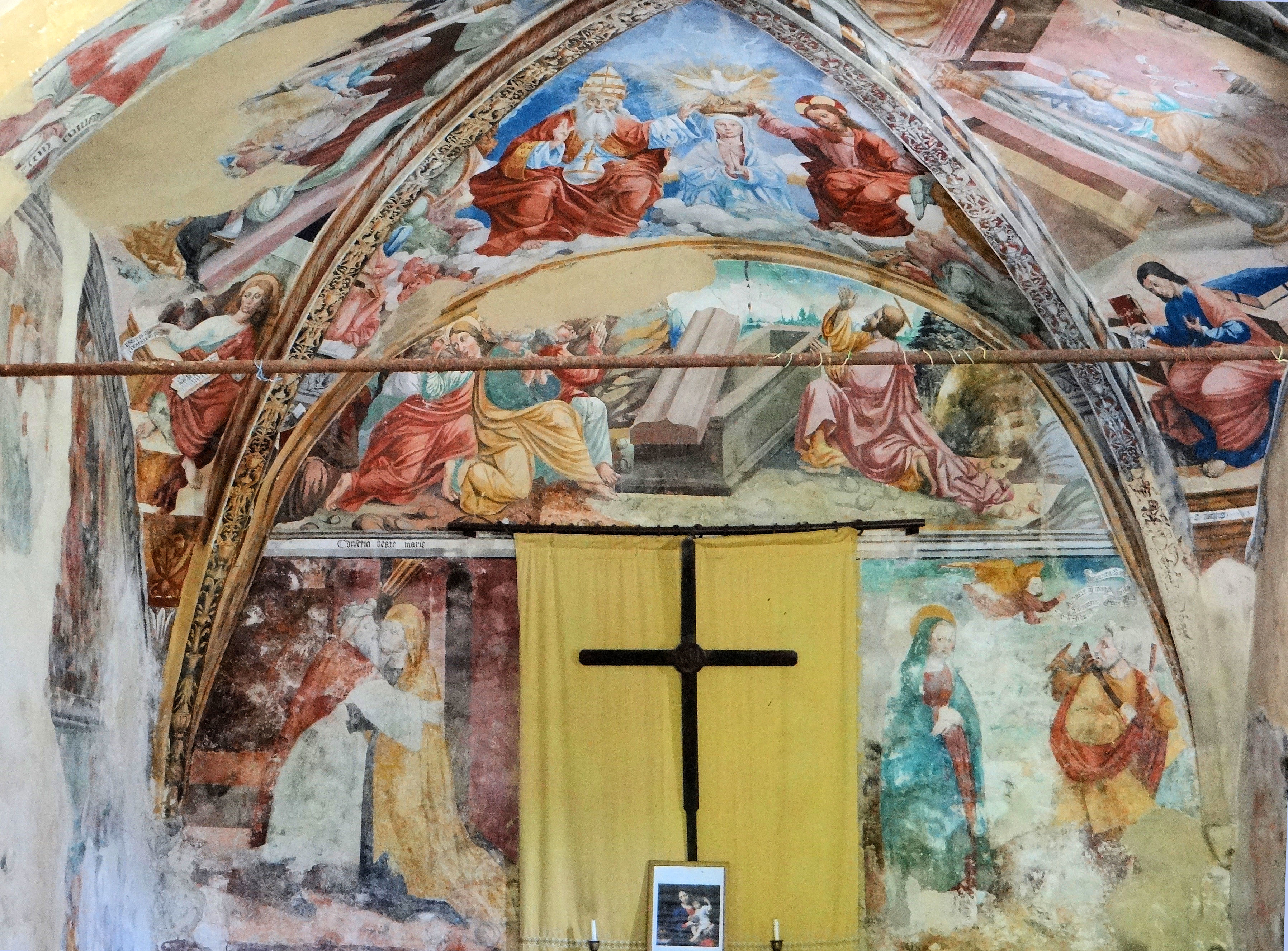
Affreschi della cappella della Madonna d'Entrevignes

- Chiesa parrocchiale di San Michele di Sigala (Église paroissiale Saint-Michel de Sigale): bell'edificio sacro romanico del XIII secolo, iscritto tra i Monumenti storici, al quale fu aggiunta una navata parallela, portata a compimento nel 1520.
Racchiude in particolare un Rosario probabilmente dovuto a Giovanni Rocca, del 1650 circa, dei bei reliquiari barocchi, una commovente Vergine in legno policromo ed una delicata statua in legno dorato rappresentante la Madonna col Bambino (Vierge à l'Enfant), probabilmente della metà del XVIII secolo.
L'altare maggiore è stato purtroppo guastato e deturpato disgraziatamente dall'intervento d'un vecchio sindaco.
- Cappella della Madonna d'Entrevignes (Chapelle Notre-Dame-d'Entrevignes)[5], iscritta fra i Monumenti storici, a qualche chilometro prima dell'entrata al villaggio: è stata ricostruita nel XVI secolo ed ornata da affreschi di «Nizzardi primitivi» (primitifs niçois), il cui ultimo dipinto, cioè il più recente, porta la data del 1536.
Vi si distinguono due maniere, di cui una è di grande qualità e ricorda lontanamente l'influenza di Giotto, il tutto rivisitato naturalmente dalla pittura piemontese.
Tali dipinti murali sono gli ultimi di quelli che si possono attribuire ai pittori primitivi nizzardi.
- La Fontana di Sigale, detta anche "Fontana municipale", eretta nel 1583, è stata iscritta tra i Monumenti storici, e reca l'iscrizione: «Hic fons factus fuit regnante Carlo Emmanuele Duce Sabaudiae, Consulibus Anthonio Mica[e]lis, Gabriele Orcel, Gabriele Tomel. 1583», che tradotta dalla lingua latina significa:
«Questa fontana fu eretta sotto il regno di Carlo Emanuele, duca di Savoia, dai Consoli Anthoine Michaelis, Gabriel Orcel, Gabriel Thomel, nel 1583».
Un'altra epigrafe, sotto la precedente, ricorda che la fontana fu restaurata nel 1811 da P. A. Dalmassi sindaco e ufficiale pubblico dell'Impero francese.
- All'entrata stessa del villaggio, graziosa cappella rustica, detta di San Sebastiano, che accoglie una pala d'altare rappresentante l'incoronazione della Vergine.
- Vestigia dei bastioni e del castello alto, una porta gotica, resti di alcune facciate antiche, di cui una s'orna d'una finestra a bifora, ecc. La torre dell'orologio, che s'innalza sulla postazione del secondo castello, data dal XIX secolo. Il meccanismo d'orologeria è originale.

## Galleria d'immagini

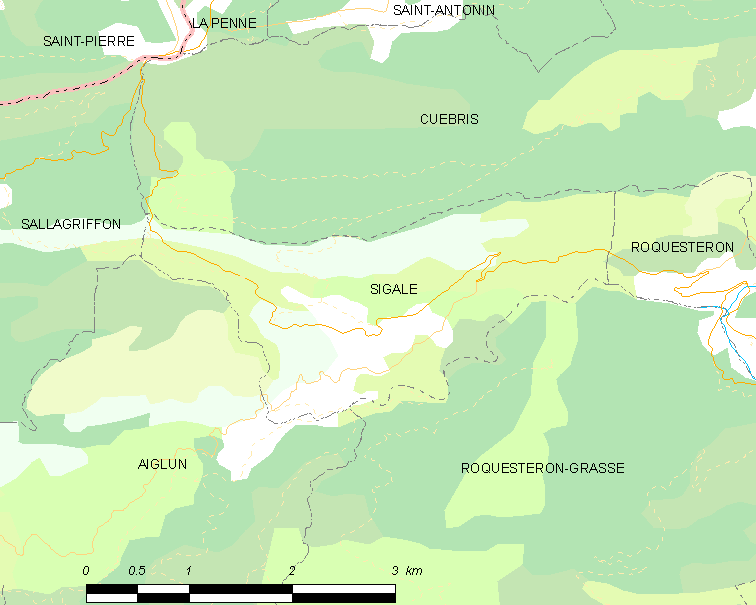
Mappa Comune FR insee code 06135

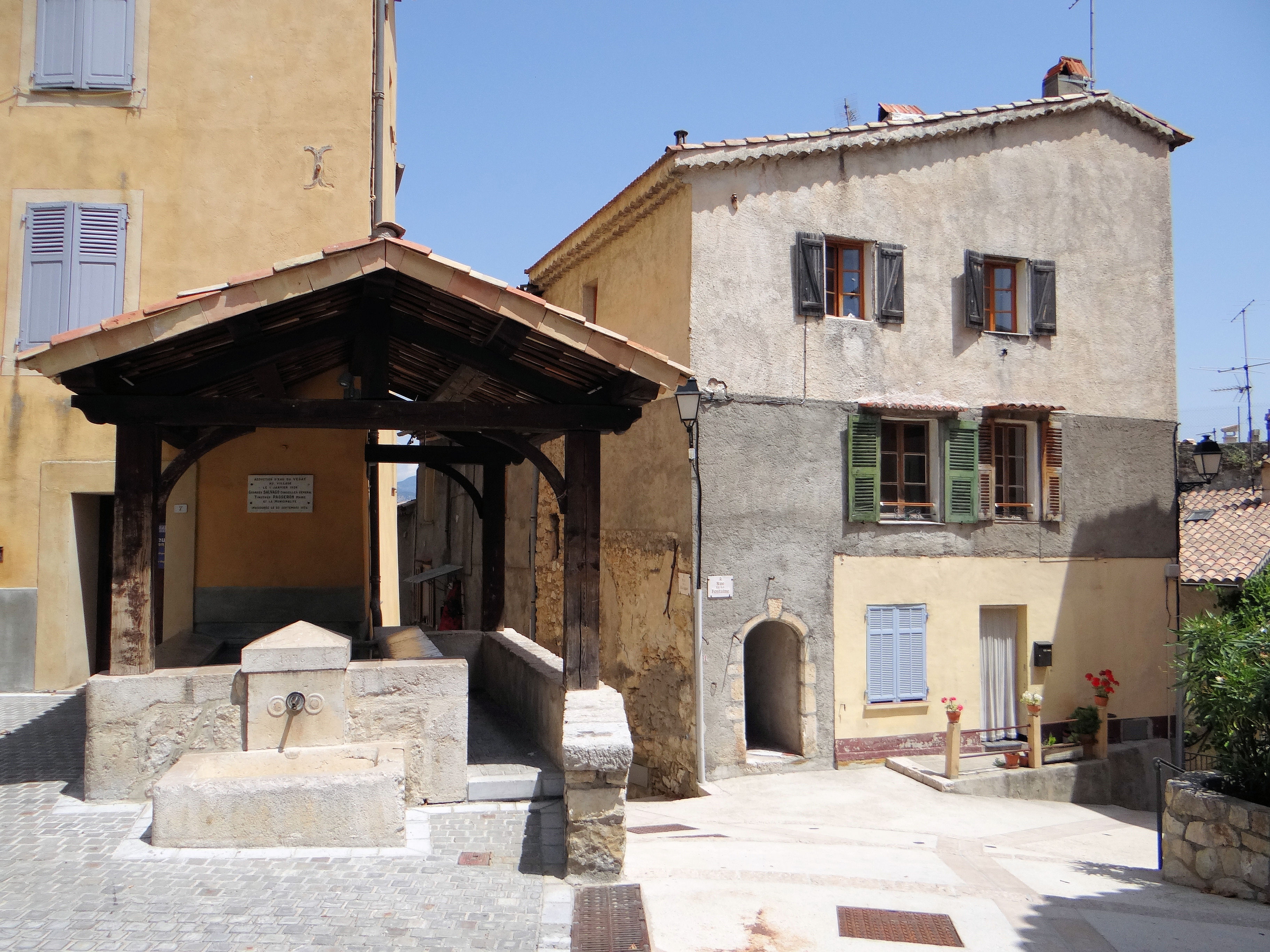
Sigale - Il Lavatoio pubblico all'aperto, sulla piazza davanti alla casa comunale

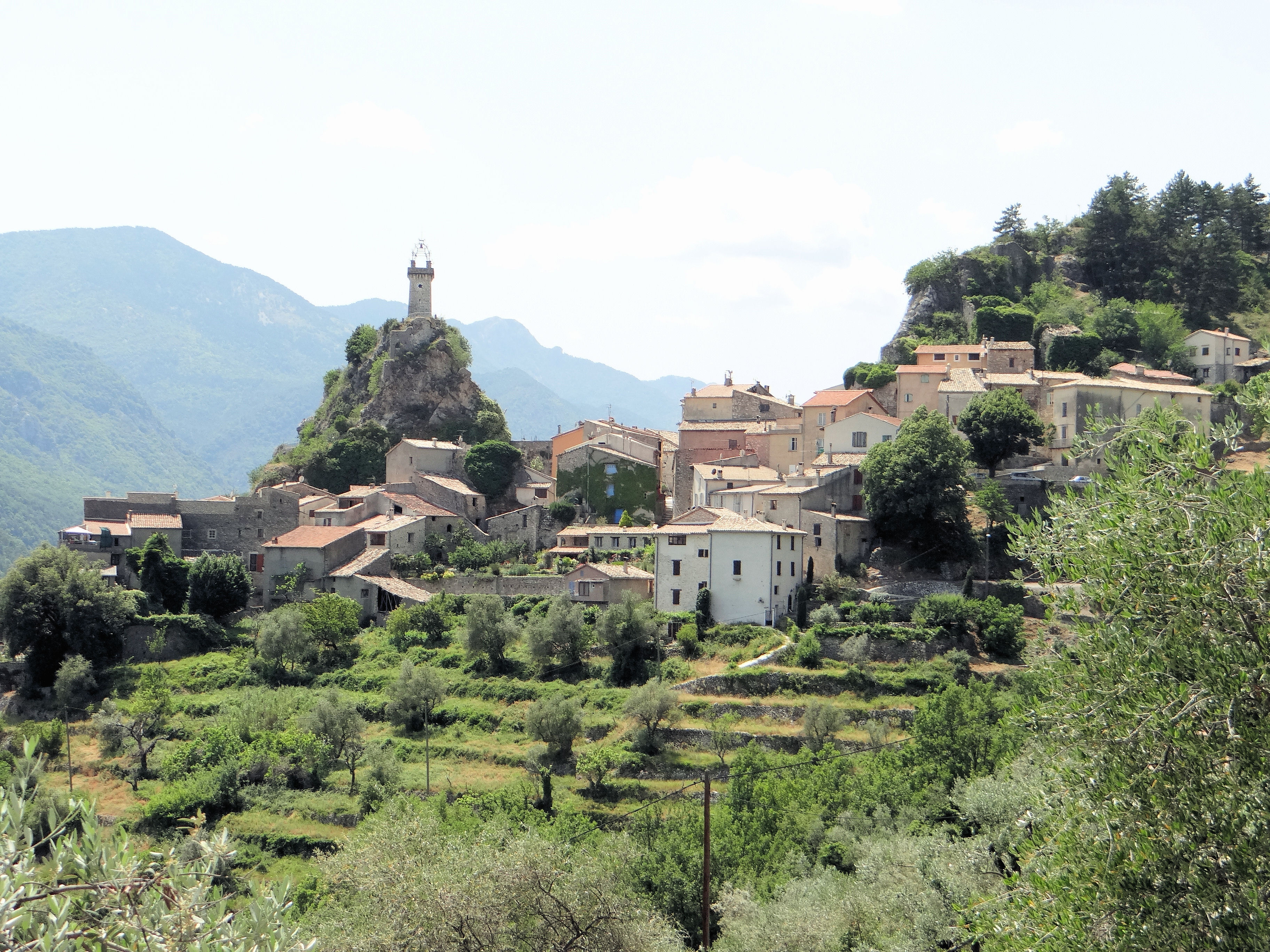
Veduta agreste di Sigala dalla strada di Roccasterone, con sfondo montuoso

Grafico della Popolazione code 06135

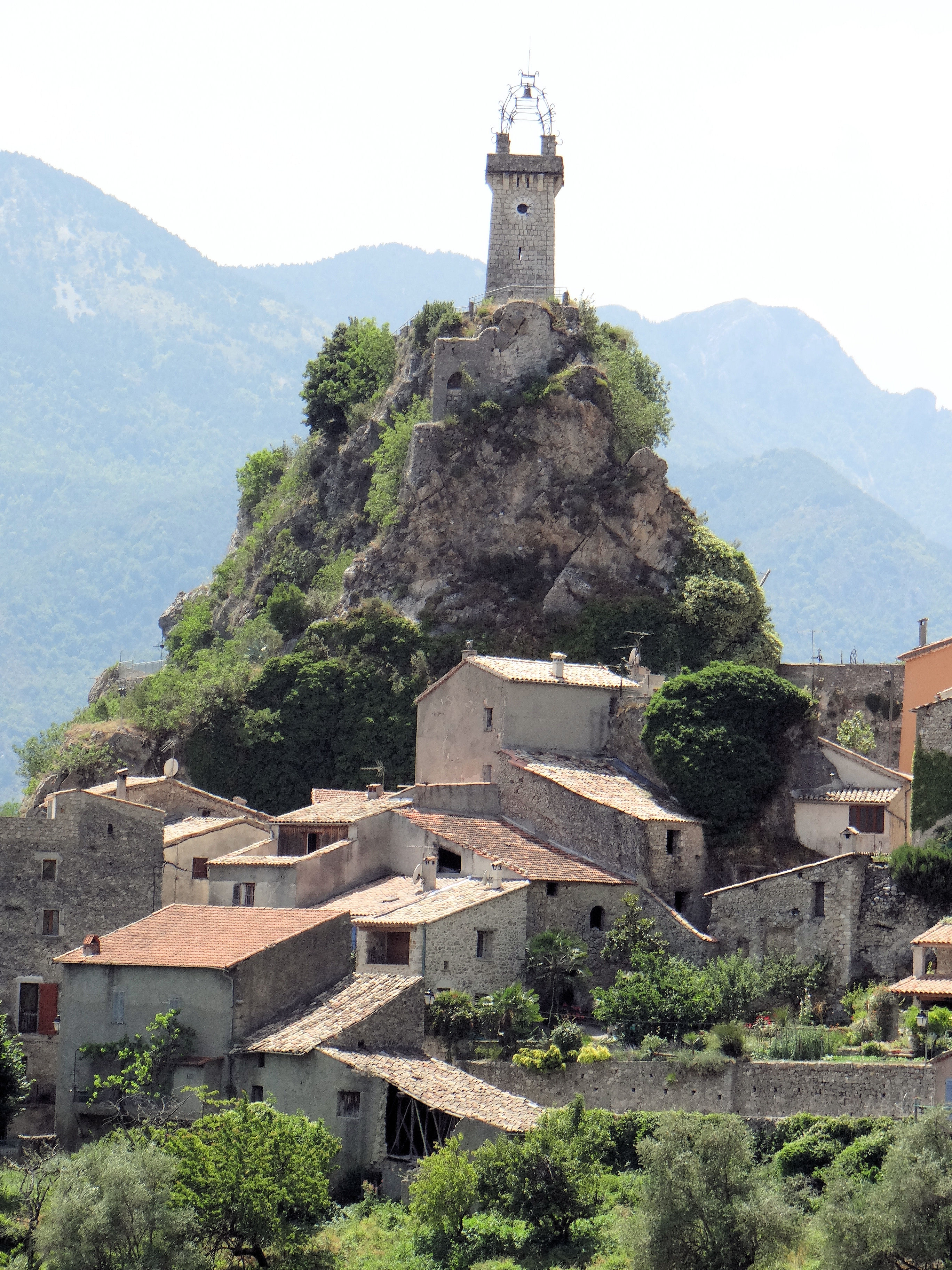
Veduta di Sigala dominata dall'alto dello sperone della Torre dell'Orologio o detta delle Ore, nell'antico castello di Cigalone

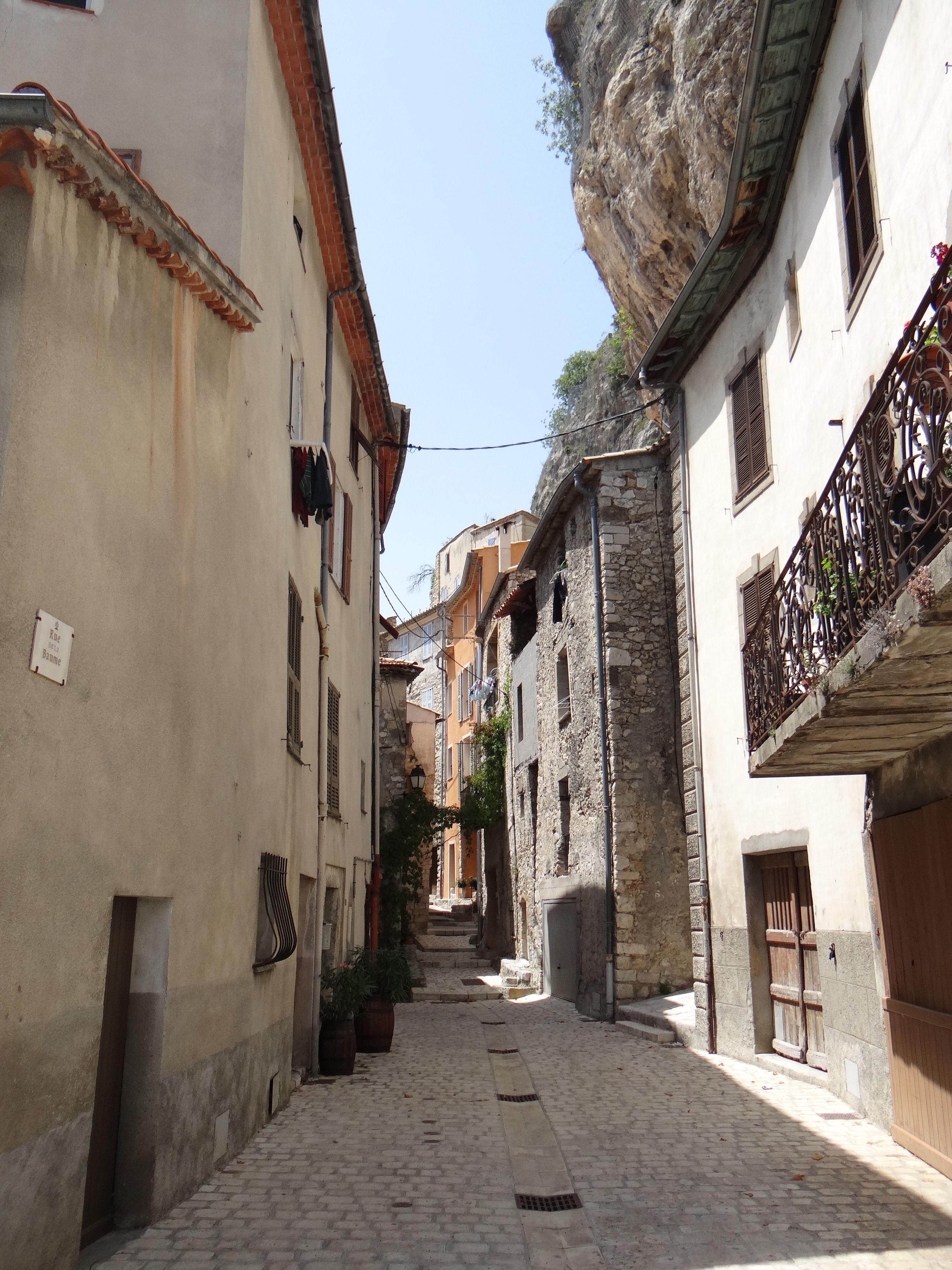
Sigale - La rue de la Baume, nel centro storico dell'antico borgo medioevale del piccolo paese, dalle strette vie selciate

## Società

### Evoluzione demografica
Abitanti censiti